# Opercularia scabrida
Opercularia scabrida är en måreväxtart som beskrevs av Diederich Franz Leonhard von Schlechtendal. Opercularia scabrida ingår i släktet Opercularia och familjen måreväxter.
Artens utbredningsområde är Sydaustralien. Inga underarter finns listade i Catalogue of Life.